# IC 2164
IC 2164 је спирална галаксија у сазвјежђу Трпеза која се налази на листи објеката дубоког неба у Индекс каталогу.
Деклинација објекта је - 75° 21' 54" а ректасцензија 6h 6m 52,4s. Привидна величина (магнитуда) објекта IC 2164 износи 13,8 а фотографска магнитуда 14,6. IC 2164 је још познат и под ознакама ESO 34-5, FAIR 248, AM 0608-752, IRAS 06085-7521, PGC 18424.